# John Campbell, al 9-lea Duce de Argyll
John George Edward Henry Douglas Sutherland Campbell, al 9-lea Duce de Argyll (6 august 1845 – 2 mai 1914), cunoscut drept marchizul de Lorna, a fost nobil britanic și al 4-lea Guvernator General al Canadei în perioada 1878-1883.

## Biografie
S-a născut la Londra ca fiul cel mare al lui George Campbell, marchiz de Lorna și a Lady Elizabeth Sutherland-Leveson-Gower, fiica celui de-al 2-lea Duce de Sutherland. La naștere a primit titlul de Conte de Campbell. În 1847, când avea 21 de luni, tatălui lui a succedat ca cel de-al 8-lea Duce de Argyll iar el a primit titlul de marchiz de Lorna, titlu pe care l-a deținut până la vârsta de 54 de ani. A fost educat la Academia din Edinburgh, Colegiul Eton, Universitatea St Andrews, la Colegiul Trinity, Cambridge, și la Colegiul Regal de Artă.
Campbell s-a căsătorit la 21 martie 1871 cu cea de-a patra fiică a reginei Victoria, Prințesa Louise. A fost prima dată când fiica unui suveran s-a căsătorit cu un supus al Coroanei din 1515, când Charles Brandon, primul duce de Suffolk s-a căsătorit cu Mary Tudor. Perechea a împărtășit dragostea față de artă însă au avut tendința de a locui separat și nu au avut copii. Mai mult, Campbell a avut prietenii strânse cu oameni despre care existau zvonuri că ar fi avut înclinații homosexuale, lucru care a ridicat întrebări legate de căsătoria lui Campbell și zvonuri că ar fi fost bisexual sau cu predispoziții homosexuale. 